# Ásgarðsfjall
Ásgarðsfjall är ett berg i republiken Island. Det ligger i regionen Västlandet, 120 km norr om huvudstaden Reykjavík. Toppen på Ásgarðsfjall är 360 meter över havet.
Trakten runt Ásgarðsfjall är nära nog obefolkad, med mindre än två invånare per kvadratkilometer. Närmaste större samhälle är Búðardalur, omkring 15 kilometer söder om Ásgarðsfjall. Trakten runt Ásgarðsfjall består i huvudsak av gräsmarker.